# Guido De Bondt
Guido De Bondt is een Belgisch voormalig sportfunctionaris. Hij was van 1992 tot 2014 secretaris-generaal van het Belgisch Olympisch en Interfederaal Comité (BOIC).

## Levensloop
Guido De Bondt trad in 1976 als sportdirecteur in dienst van het Belgisch Olympisch en Interfederaal Comité (BOIC). In 1984 werd hij er adjunct-secretaris-generaal en in 1992 secretaris-generaal, een functie die hij tot maart 2014 uitoefende. Philippe Vander Putten volgde hem als CEO op.
Hij was tevens actief op internationaal vlak en deelde bij het Internationaal Olympisch Comité (IOC) in verschillende commissies zijn expertise mee, onder meer in de commissie Olympisch Programma. Hij was ook lid van het uitvoerend comité van de Europese Olympische Comités en van 2001 tot 2013 voorzitter van de commissie voor het Europees Olympisch Jeugdfestival (EYOF), dat sinds de eerste editie in Brussel in 1991 onder leiding van De Bondt en op initiatief van IOC-voorzitter Jacques Rogge uitgroeide tot een Europees topsportevenement. Hij werkte ook mee aan de Olympische Jeugdspelen en was lid van de coördinatiecommissie van de Europese Spelen.

## Eerbetoon
- 2013: Olympische Orde (IOC)[2]
- 2014: European Olympic Laurel Award (EOC)[3]
- 2014: IOC-trofee Pierre De Coubertin (BOIC en IOC)[4]
- 2018: Orde van Verdienste (BOIC)[5]